# Liste des évêques de Solwezi
Liste des évêques de Solwezi
(Dioecesis Solveziensis)
La préfecture apostolique de Solwezi est créée le 9 avril 1959, par détachement du vicariat apostolique de Ndola (en).
Elle est érigée en évêché le 9 décembre 1976.

## Est préfet apostolique
- ? 1959-† ? 1969 : Rupert Hillerich
- ? 1969-9 décembre 1976 : siège vacant

## Sont évêques
- 9 décembre 1976-† 26 décembre 1993 : Severinah Potani (Severinah Abdon Potani)
- 26 décembre 1993-10 juillet 1995 : siège vacant
- 10 juillet 1995-1er octobre 2004 : Noël O’Regan (Noël Charles O’Regan)
- 1er octobre 2004-30 mai 2007 : siège vacant
- 30 mai 2007-13 novembre 2009 : Alick Banda
- depuis le 23 mars 2010 : Charles Kasonde (Charles Joseph Sampa Kasonde)

## Sources
- L'ANNUAIRE PONTIFICAL, sur le site http://www.catholic-hierarchy.org, à la page